# Брежу-Пернамбукану (микрорегион)
Брежу-Пернамбукану (порт. Microrregião do Brejo Pernambucano) — микрорегион в Бразилии, входит в штат Пернамбуку. Составная часть мезорегиона Сельскохозяйственный район штата Пернамбуку. Население составляет 	216 390	 человек (на 2010 год). Площадь — 	2547,404	 км². Плотность населения — 	84,95	 чел./км².

## Демография
Согласно сведениям, собранным в ходе переписи 2010 г. Национальным институтом географии и статистики (IBGE), население микрорегиона составляет:						
| Полное население                             | Полное население                             | Полное население                             | Полное население                             | 216 390 |
| -------------------------------------------- | -------------------------------------------- | -------------------------------------------- | -------------------------------------------- | ------- |
| в том числе:                                 | Городское население                          | 148 617                                      | Процент городского населения, %              | 68,68   |
|                                              | Сельское население                           | 67 773                                       | Процент сельского населения, %               | 31,32   |
|                                              | Мужское население                            | 106 438                                      | Процент мужского населения, %                | 49,19   |
|                                              | Женское население                            | 109 952                                      | Процент женского населения, %                | 50,81   |
| Плотность населения, чел/км²                 | Плотность населения, чел/км²                 | Плотность населения, чел/км²                 | Плотность населения, чел/км²                 | 84,95   |
| Население микрорегиона в % к населению штата | Население микрорегиона в % к населению штата | Население микрорегиона в % к населению штата | Население микрорегиона в % к населению штата | 2,46    |

## Состав микрорегиона
В составе микрорегиона  включены следующие муниципалитеты:
1. Агрестина
2. Алтинью
3. Барра-ди-Гуабираба
4. Бониту
5. Камосин-ди-Сан-Фелис
6. Купира
7. Ибиражуба
8. Лагоа-дус-Гатус
9. Панелас
10. Сайре
11. Сан-Жоакин-ду-Монти